# Alfred Pernice

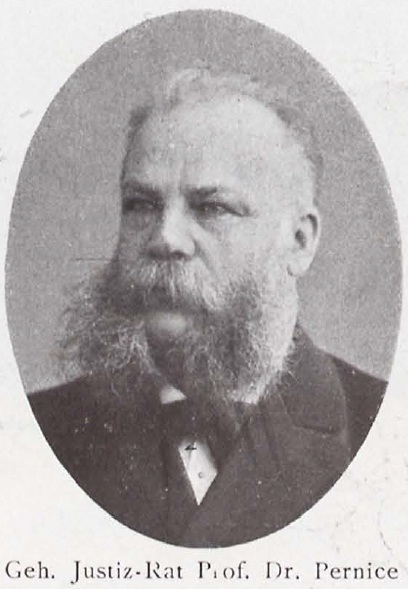
Alfred Pernice (1841–1901).

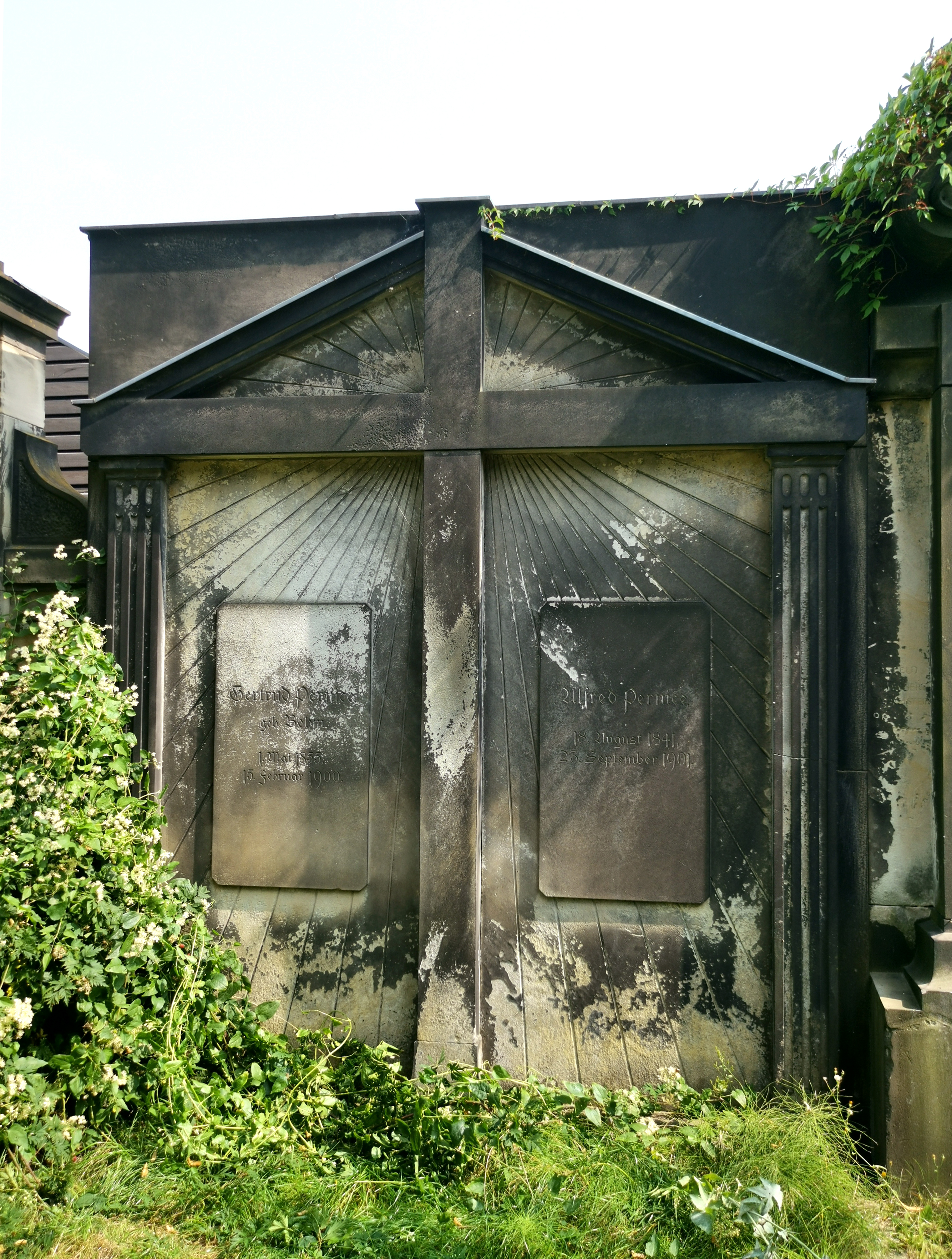
Familiengrab auf dem Alten Zwölf-Apostel-Kirchhof in Berlin-Schöneberg (Abt. EO-L-092/093)

Lothar Anton Alfred Pernice (* 18. August 1841 in Halle; † 23. September 1901 in Berlin) war Professor für römisches Recht.

## Leben
Pernice studierte Philologie und Rechtswissenschaften in Halle, Göttingen und Tübingen. 1862 wurde er in Halle zum Dr. phil. und 1863 zum Dr. iur. promoviert. Nach der Teilnahme am Deutschen Krieg 1866 habilitierte er sich 1867 in Halle als Privatdozent und wurde dort 1870 außerordentlicher und 1871 ordentlicher Professor des römischen Rechts. Er ging in demselben Jahr in gleicher Eigenschaft nach Greifswald, 1877 wieder nach Halle und schließlich 1881 nach Berlin, wo er 1884 ordentliches Mitglied der Akademie der Wissenschaften wurde.
Alfred Pernice starb 1901 im Alter von 60 Jahren in Berlin. Sein Grab befindet sich auf dem Alten Zwölf-Apostel-Kirchhof in Berlin-Schöneberg. Das zweiachsige Wandgrab aus Sandstein mit Dreiecksgiebel wird dominiert von einem abgehobenen Kreuz, von dessen Zentrum Strahlen ausgehen.

## Werke
- Bemerkungen zur lex Aquilia. Böhlau, Weimar 1867 (zugleich: Habilitationsschrift, Universität Halle; Digitalisat in der Google-Buchsuche).
- Zur Lehre von den Sachbeschädigungen nach römischem Rechte. Böhlau, Weimar 1867 (Digitalisat in der Google-Buchsuche).
- Die sogenannten res communes omnium. H. W. Müller, Berlin 1900 (archive.org).
- Labeo. Römisches Privatrecht im ersten Jahrhunderte der Kaiserzeit. 5 Bände. Niemeyer, Halle 1873–1900 (Bd. I. 1873; Bd. II. 1878; Bd. II/1. ²1895; Bd. II/2. ²1900; Bd. III/1. 1892); Nachdruck: Scientia, Aalen 1963.